# Alice H. Parker
Alice H. Parker (Morristown, 1895 – 1920) va ser una inventora estatunidenca. Ha estat reconeguda per patentar el primer sistema de calefacció central per a les llars que utilitzava gas natural. Va créixer a Morristown, una ciutat al comtat de Morris, a Nova Jersey i va estudiar a l'acadèmia Howard de Washington, DC (una escola secundària que estava afiliada a la Universitat de Howard), graduant-se el 1910.
Parker va presentar la patent del seu sistema de calefacció central el 23 de desembre de 1919 que constava d'un forn de llenya i un sistema de canalitzacions que distribuïa aire calent per tal d'escalfar les termes.
Parker es va avançar al seu temps, va utilitzar gas natural en lloc de carbó o llenya. Gràcies al seu invent, els ocupants d'un domicili no havien de sortir de casa per aconseguir material de calefacció, i el perill d'incendi es reduïa perquè no era necessari mantenir el foc tota la nit. En aquest sistema es feien servir conductes de ventilació per distribuir l'aire calent (escalfat per un intercanviador de calor) per tot el domicili, la qual cosa va permetre regular la distribució de la calor.
El seu invent, que no es va realitzar en aquell moment, es va inspirar en la ineficiència de la calefacció de la xemeneia del seu propi apartament, les fredes nits d’hivern de Nova Jersey. Aquest invent va ser el precursor dels sistemes que actualment s'utilitzen per escalfar moltes cases. El seu model va conduir a les posteriors innovacions del termòstat, la calefacció per zones i els forns d’aire forçat.